# Oubaai Golf Club
De Oubaai Golf Club is een golfclub in Welkom, Zuid-Afrika. De club is opgericht in 2005 en heeft een 18-holes golfbaan met een par van 72.
De golfclub wordt uitgebaat door een hotel, de Hyatt Regency Oubaai Golf Resort & Spa. Naast een golfbaan, heeft de hotel ook een zwembad, squash- en tennisbanen.
De golfbaan werd ontworpen door golfer en golfbaanarchitect Ernie Els en beplantte de fairways met kikuyugras, een tropische grassoort, en de greens met struisgras.

## Golftoernooien
- Vodacom Origins of Golf Tour: 2010
- South African Amateur Strokeplay Championship: 2013